# Toxopoda zuskai
Toxopoda zuskai är en tvåvingeart som beskrevs av Iwasa 2008. Toxopoda zuskai ingår i släktet Toxopoda och familjen svängflugor.
Artens utbredningsområde är Vietnam. Inga underarter finns listade i Catalogue of Life.